# Ватолин, Пётр Александрович
Пётр Алекса́ндрович Вато́лин (ноябрь 1889, с. Усть-Кишерть, Пермская губерния — 1940, Москва) — советский партийный и государственный деятель, председатель Воронежского облисполкома (1937—1938). Входил в состав особой тройки НКВД СССР.

## Биография
Родился в ноябре 1889 года.
В 1915 году окончил Пермскую городскую торговую школу. В 1917—1918 годах служил в русской армии. Вступив в 1919 году в члены РКП(б), связал свою жизнь с работой в партийных и советских структурах.
- 1918—1921 гг. — заведующий подотделом строительных материалов Пермского губернского отдела снабжения, в Пензенском районном эвакопункте, заведующий отделом исполкома Пензенского городского совета,
- 1921—1924 гг. — заведующий отделом управления, заместитель председателя исполнительного комитета Пятигорского уездного Совета,
- 1926—1931 гг. — секретарь, заведующий организационным отделом исполкома Терского окружного совета, заместитель секретаря, заведующий организационным отделом исполкома Северо-Кавказского краевого совета, заведующий Бюро Секретариата Северо-Кавказского краевого комитета ВКП(б),
- 1931—1937 гг. — учёба в Московском энергетическом институте имени В. М. Молотова,
- 1937—1938 гг. — председатель исполкома Воронежского областного совета. Этот период отмечен вхождением в состав особой тройки, созданной по приказу НКВД СССР от 30.07.1937 № 00447[1] и активным участием в сталинских репрессиях[2].

В июне 1938 года был избран депутатом Верховного Совета РСФСР 1-го созыва.
В 1938—1940 годы — ответственный организатор отдела руководящих партийных органов ЦК ВКП(б), ответственный организатор отдела партийных кадров Управления кадров ЦК ВКП(б).
В 1940 году был утвержден заместителем председателя ЦК Международной организации помощи революции (МОПР).
Похоронен на Новодевичьем кладбище.